# La Huerfana
La Huerfana (Spaans voor "het weeskind") was een bijzonder grote en luisterrijke parel.
Deze parel, die stamde uit het bezit van Doña Inés de Bobadilla, de vrouwelijke gouverneur van Cuba, was in het begin van de 18e eeuw een van de meest bijzondere sieraden van de Spaanse kroonjuwelen. De parel was beroemd vanwege de perfecte vorm, de grote en de glans van de parelmoer.
Net als La Peregrina en La Pelegrina werd ook La Huerfana voor de Panamese kust gevonden. Volgens de overlevering niet in een oester, maar op een oesterbank.
La Huerfana ging in het midden van de 18e eeuw bij een brand verloren.
Abernathyparel ·
Parel van Bao Dai · 
La Pelegrina · 
Gogibus ·
Shah Sofi ·
La Peregrina ·
Sara/Tavernier/Shaista Khan · 
Parel van Allah ·
Parel van Karel I ·
Parel van Karel II ·
Jomonparel · 
Greshamparel ·
La Reine des Perles ·
Abernathyparel · 
La Huerfana · 
De Hopeparel · 
Imperial Hong Kong Pearl ·
La Régente ·
Parel van Koeweit ·
Manciniparels · 
Drexelparel ·
De Parel van Azië · 
Arco-Valleyparel · 
Christopher Walling Abaloneparel · 
Survivalparel · 
Oviedoparel ·
Queen/Patersonparel